# Plaza de la Rubia
La plaza de la Rubia es un espacio público de la ciudad española de Segovia.

## Descripción
En la plaza desembocan las calles del Cronista Lecea, de Colón y de Serafín. Conecta con la plaza de Guevara a través de la travesía de su mismo nombre. En su momento, además, un «callejón de la Rubia» llevaba desde aquel lugar hasta la calle de la Herrería. Aparece descrita en Las calles de Segovia (1918) de Mariano Sáez y Romero con las siguientes palabras:

Rubia (Plazuela de la).—Está comprendida entre las calles de la Nevería y de Colón. Es un sitio de los más llamativos, por ser plaza de abastecimientos, ocupada en las primeras horas de la mañana, por hortelanos con sus hortalizas y frutas y algún puesto de carne, pan y buñuelos al aire libre; también es mercado casi constante de los fruteros de tierra de Avila; y sus tiendas son análoas a las que hay en las Cuatro Calles, posadas, tabernas, panaderías, comestibles y así por el estilo; y en la plazuela de la Rubia, como en el Azoguejo, se estacionan los tipos populares, los hampones, los impedidos, y la hicieron centro de sus burlas y donaires, los célebres Tonto Lino, El tío Pichón, Gregorio el enano, El cano, Benito el torero, Nevao el pajarero, Piche, Quitolis, Perús, El general, Marroris, El payaso, La Bernarda y otros más. Se suelen celebrar bailes de dulzaina, por los días de San Miguel de septiembre, y es sitio concurrido por aldeanos, jornaleros y chicos de la población. Se decía que una moza rubia y guapa, honor de la plazuela, fué quien por tradición la dió nombre; pero no hay tal cosa, pues si bien es verdad que en dicho sitio ni han faltado ni faltan rubias y morenas de buen ver, el nombre de Rubia es debido a los puestos de rubia que antes se ponían en la plazuela, cuando esta planta tintórea se cultivaba en la provincia, producción que desgraciadamente, casi ha desaparecido con los tintes químicos, y la que podía ser base de bienestar y riqueza en algunas localidades.
(Sáez y Romero, 1918, pp. 147-148)